# Peter R. Neumann

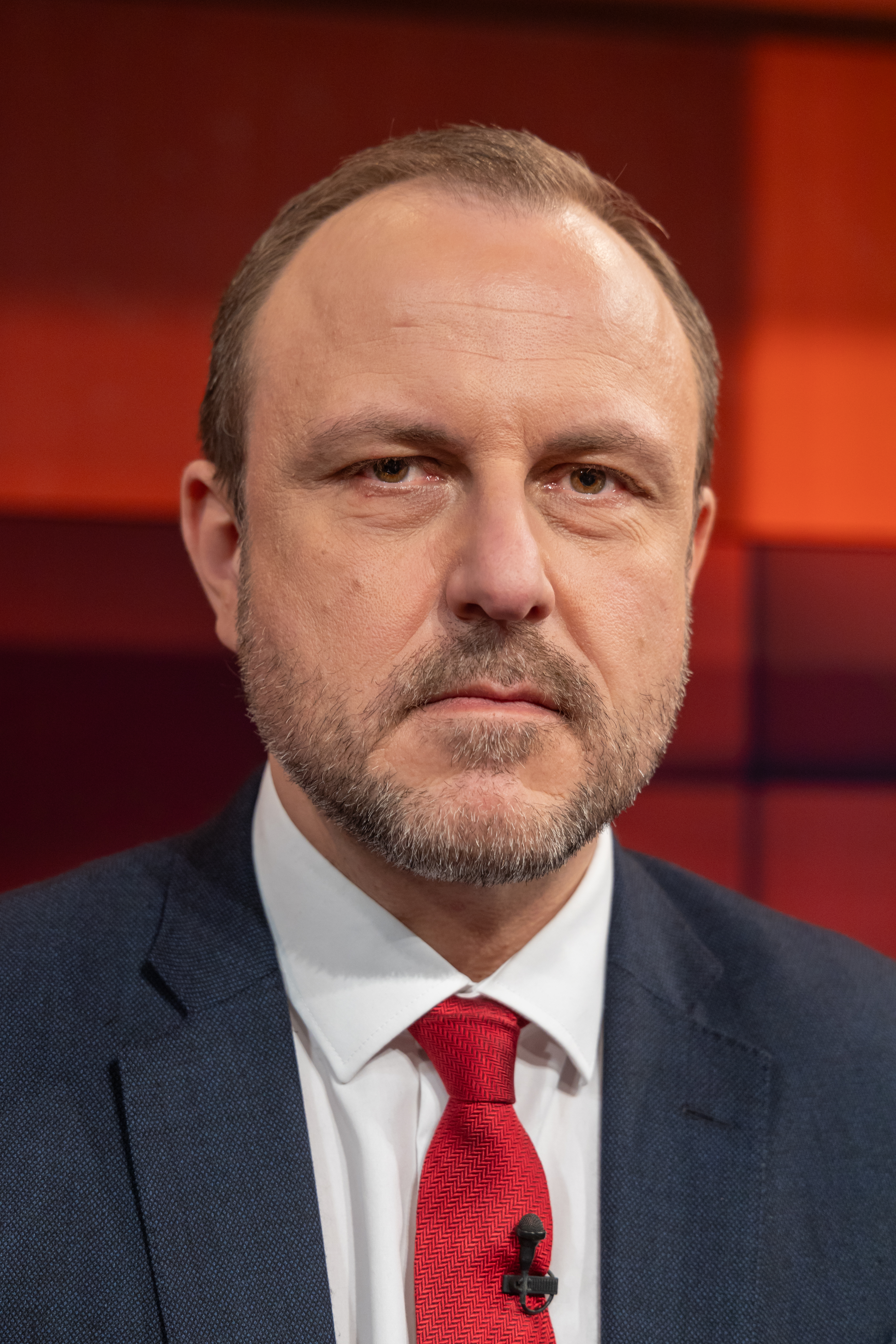
Peter Neumann (2023)

Peter Rudolf Neumann (* 4. Dezember 1974 in Würzburg) ist ein deutscher Politikwissenschaftler, Journalist und Publizist. Er ist Professor für Security Studies am King’s College London.

## Leben
Neumanns Familie stammt aus Würzburg. Seit 1993 arbeitete er als freier Rundfunkjournalist, u. a. für die Deutsche Welle. Er studierte Politikwissenschaft in Berlin und Belfast, schloss das Politologiestudium an der FU Berlin mit dem Magister Artium (M.A.) ab und wurde am King’s College London promoviert.
Er ist Professor für Security Studies am King’s College London. Dort gründete er 2008 das International Centre for the Study of Radicalisation (ICSR) am King’s College und leitete es als Direktor bis 2018. Er gehört dem ICSR weiterhin als Senior Fellow an. Er gilt als Experte für islamistischen Terrorismus. Neumann wertete für seine Forschung die Facebook-, Twitter- und Instagram-Profile von Briten aus, die als Dschihadisten in Syrien und im Irakkrieg kämpften. So sammelte er einen Datensatz von 700 europäischen Dschihadisten, von denen 85 Prozent für die Terrororganisation „Islamischer Staat“ kämpften. Das ICSR nahm unter Neumann eine Vorreiterrolle bei der Entwicklung von neuen Forschungsansätzen auf dem Gebiet der Terrorismusforschung ein, insbesondere im Bereich der Radikalisierung und Rekrutierung über das Internet.
Neumann ist Mitglied der CDU. Am 3. September 2021 wurde er in das achtköpfige „Zukunftsteam“ von Armin Laschet zur Kanzlerkandidatur zur Bundestagswahl 2021 berufen. Er vertrat dort die sicherheitspolitischen Themen. Nach der Niederlage Laschets kritisierte CDU-Präsidiumsmitglied Norbert Röttgen die Berufung Neumanns: „Grundsätzlich ist es gut, wenn wir Expertise von außen dazu holen, aber im Wahlkampf müssen Politiker der Union für christdemokratische Kernthemen wie innere und äußere Sicherheit stehen – und nicht ein Professor aus London.“ Neumann machte Markus Söder für das schlechte Abschneiden der Union bei der Bundestagswahl mitverantwortlich: „Einer der wunden Punkte in der Union war immer, dass die Partei Armin Laschet nicht geschlossen unterstützt und Markus Söder ihn jeden zweiten Tag unterminiert hat.“
Neumann ist Mitglied im Beirat des britisch-deutschen Unternehmens für Spezialdienstleistungen „Monarch“.

## Bücher
- Joining al-Qaeda: Jihadist Recruitment in Europe. Adelphi Paper 399, International Institute for Strategic Studies (IISS), 2008, ISBN 978-1-138-45214-5.
- Die neuen Dschihadisten. IS, Europa und die nächste Welle des Terrorismus. Ullstein, Berlin 2015, ISBN 978-3-430-20203-9.
- Der Terror ist unter uns. Dschihadismus und Radikalisierung in Europa. Ullstein, Berlin 2016, ISBN 978-3-550-08153-8.
- Bluster: Donald Trump's War on Terror. Hurst und Oxford University Press, New York 2020, ISBN 978-0190099947.
- Die neue Weltunordnung. Wie sich der Westen selbst zerstört. Rowohlt Berlin, Berlin 2022, ISBN 978-3-7371-0141-7.
- Logik der Angst. Die rechtsextreme Gefahr und ihre Wurzeln. Rowohlt Berlin, Berlin 2023, ISBN 978-3-7371-0183-7.
- Die Rückkehr des Terrors. Wie uns der Dschihadismus herausfordert. Rowohlt Berlin, Berlin 2024, ISBN 978-3-7371-0222-3.
- (mit Richard C. Schneider): Das Sterben der Demokratie. Der Plan der Rechtspopulisten - in Europa und den USA. Rowohlt, Berlin 2025, ISBN 978-3-7371-0236-0.